# Баи Буре
Ба́и Бу́ре, также Бай Буре (англ. Bai Bureh; 1840—1908), — племенной вождь локо и правитель королевства Кассе на территории современных Либерии и Сьерра-Леоне. Буре был не только военным и политическим лидером, но также и мусульманским проповедником-суфием. Он возглавил восстание темне и локо против британского правления в 1898 году в северной части современного Сьерра-Леоне. Несмотря на то, что он проиграл войну и в 1899 году был отправлен в изгнание, в 1905 году он смог вернуться на родину и продолжал править своим королевством вплоть до самой смерти в 1908 году.
Также известен под именами Кебали, Кабала и Кебалай.

## Биография

### Происхождение и ранние годы
Отец Буре был муллой и военачальником племени локо, а его мать происходила из семьи торговцев из племени темне. Сам Буре всегда заявлял, что является представителем народа темне, однако некоторые современные историки считают его представителем племени локо. Его отец по семейной традиции отправил маленького сына в деревню Гбендембу на севере страны для обучения военному искусству. Там он получил прозвище Кебалай (на языке темне это означает «тот, кто не устаёт от войны»).

### Военачальник
Вернувшись в родное село, Кебалай стал его правителем и успешно вёл войны с соседними правителями. В 1860—1870-х годах он под знаменем джихада совершал успешные набеги на населённые пункты соседних племён. К 1880-м годам он уже имел репутацию лучшего воина всего севера Сьерра-Леоне. Баи Буре стал известен на всей территории Камбии (северной части сегодняшнего государства Сьерра-Леоне) своей отвагой и военными успехами, так как в 1882 году он успешно отразил вторжение отрядов народа сусу с территории современной Гвинеи.
После изгнания сусу он одержал ещё ряд побед над другими соседними племенами и в 1887 году был коронован верховным правителем королевства Кассе недалеко от Порт-Локо, получив королевский титул Баи Буре. Это сделало его одним из самых влиятельных правителей на территории современной Сьерра-Леоне. Британцы были вынуждены считаться с его авторитетом и до середины 1890-х годов не конфликтовали с ним.
Изначально Бай Буре поддерживал союзнические отношения с британцами. Он помогал им вести борьбу с французскими колониальными силами в Гвинее после того, как французские войска в 1893 году напали на британскую экспедицию, которую они приняли за мусульманских наёмников. После этого инцидента Фритаун стал штабом британской армии в Западной Африке. Там была создана база, на которой постоянно находились подразделения пехоты, артиллерии и инженеров. В самой колонии из местного африканского населения был создан батальон Западноафриканских пограничных войск, напрямую подчиненный Министерству по делам колоний.

### Война с британцами
К началу XIX века британская колония Фритаун занимала лишь небольшую часть (полуостров Сьерра-Леоне) современной территории государства Сьерра-Леоне. Во внутренних районах страны благодаря договорам с местными вождями сложилась система «охраняемой зоны». Британский контроль над внутренними районами Сьерра-Леоне постепенно расширялся на протяжении всего XIX века. На Берлинской конференции 1884 года Великобритания объявила свои права на часть Африки. После этого был объявлен протекторат над внутренними территориями современного Сьерра-Леоне. В 1896 году власти метрополии в ответ на просьбы колониальной администрации Сьерра-Леоне установили на территории «охраняемой зоны» протекторат. Он был разделён на пять округов, каждый из которых управлялся вождём и колониальным комиссаром. 1 января 1898 года губернатор Сьерра-Леоне полковник Фредерик Кардью ввёл налог на хижины — от 5 до 10 шиллингов. Налог мог выплачиваться деньгами, натурой (скотом, зерном) или в форме отработки натуральных повинностей. Размер налога зависел от размера хижины. Тех, кто не мог платить, арестовывали и отправляли на принудительные работы. Полученные таким образом деньги тратились британцами на финансирование колониальной администрации, строительство дорог, а также других объектов инфраструктуры.
Баи Буре отказался платить налог на хижины и стал одним из 24 племенных вождей, подписавших петицию об отмене налога. Британцы ответили на эту петицию грубой силой: несколько вождей были арестованы и низложены.
В 1898 году британское правительство попыталось арестовать Баи Буре. Эта попытка окончилась неудачей и привела к вооружённому восстанию, продлившемуся около десяти месяцев, которое в дальнейшем стало известно как восстание Баи Буре, а в британских источниках — как Налоговая война 1898 года.
Изначально в восстании участвовали преимущественно темне — представители одной из крупнейших этнических групп Сьерра-Леоне, но вскоре к ним присоединились менде, локо, буллом, сусу, население острова Шербро и другие. Они нападали на небольшие отряды колониальных войск, полицейские участки и сборщиков налогов.
Британские войска, задействованные в подавлении восстания, представляли собой хорошо обученные и прекрасно вооружённые подразделения регулярной армии, в то время как иррегулярные отряды Бай Буре были вооружены только ножами, копьями, пращами и устаревшими типами ружей. В то же время Баи Буре ввел в своих отрядах строгую дисциплину, даже сильный огонь не мог заставить воинов отступить, пока они не получали соответствующий приказ. К 19 февраля 1898 года были перерезаны линии связи и перекрыты дороги между Фритауном и Порт-Локо.

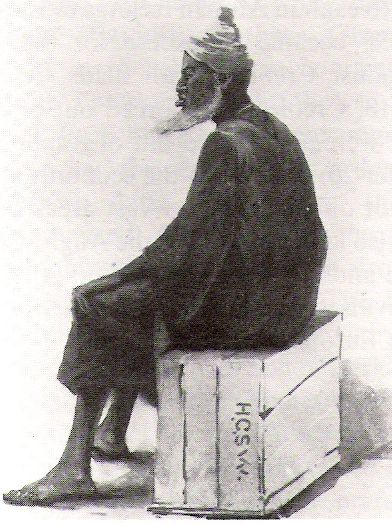
Баи Буре в плену у англичан. Рисунок с натуры Х. Э. Грина (1898)

В марте британцы в срочном порядке отправили в Сьерра-Леоне ещё две роты солдат с острова Святой Елены, в фритаунскую гавань прибыло шесть военных кораблей. Произошло два крупных сражения, которые повстанцы проиграли. В апреле восстание подняли манде и родственные им народы, и оно распространилось на весь юг колонии. Британцам не удавалось ни подавить, ни локализовать эти восстания, пока они не перешли к тактике выжженной земли. В конце мая 1898 года в ходе массированного наступления колониальные войска сожгли и разрушили большое количество городов и деревень, были убиты около двух тысяч повстанцев.
Понеся большие потери от огнестрельного оружия, использовавшегося солдатами колониальной армии, повстанцы изменили тактику и перешли к партизанской войне, создавая очаги восстания в разных местах. Баи Буре лично принимал участие в вылазках партизан, личным примером поднимая боевой дух восставших.
Летом 1898 года губернатор Кардью предложил вознаграждение в размере ста фунтов стерлингов за голову Баи Буре. В ответ Бай Буре предложил в пять раз больше за голову губернатора. Несмотря на многочисленные попытки колониальных властей схватить его, он избегал пленения. Местные жители приписывали Буре различного рода магические способности, якобы он мог долгое время оставаться под водой или становиться невидимым, исчезать и появляться самым неожиданным образом.
Восставшие создавали в Кассе цепь оборонительных сооружений, которые британские войска не могли преодолеть. В ответ на это бойцы батальона Западноафриканских пограничных войск сожгли 97 деревень и казнили несколько сотен мирных жителей. В результате этих действий колониальных войск повстанцы потеряли поддержку населения и начали нуждаться в снаряжении и провианте. Увидев такое положение, вожди других племён покинули Баи Буре и прекратили восстание. Осознав безвыходность ситуации, Баи Буре несколько раз предлагал британцам начать мирные переговоры, однако все его предложения были отвергнуты. Для британцев подавление этого восстания стало одной из нескольких крупных колониальных кампаний в Западной Африке в викторианскую эпоху. Помимо подразделений поддержки и военно-морской бригады численностью 280 человек, британские колониальные силы состояли из Вест-Индских полков, недавно сформированного Западноафриканского батальона, пограничной полиции Сьерра-Леоне и местных африканских добровольцев. Общие потери британцев составили 67 человек убитыми и 184 ранеными. Также погибло 90 африканских носильщиков, а количество жертв среди африканских добровольцев, выступавших на стороне Британии, осталось неизвестным.
11 ноября Баи Буре сдался правительственным войскам, но последние очаги сопротивления были подавлены лишь к апрелю 1899 года. Британцы повесили почти 100 его бойцов, но сохранили жизнь самому Баи Буре, который был отправлен во Фритаун. Там он предстал перед судом, который сперва обвинил Баи Буре в государственной измене (наказанием за такое преступление должно было быть повешение), однако затем обвинение было изменено на менее суровое. В результате 30 июля 1899 года суд во Фритауне приговорил Баи Буре и двух его соратников к ссылке в другое британское владение в Африке — Британский Золотой Берег (современная Гана).
Однако уже в 1905 году Бай Буре вернулся в Сьерра-Леоне и снова стал правителем королевства Кассе, где и умер в 1908 году.

## Память
После обретения Сьерра-Леоне государственной независимости Баи Буре стал в этой стране одним из величайших национальных героев. Известны только два достоверных изображения Баи Буре: фотография, обнаруженная в 2013 году, и карандашный рисунок, выполненный с натуры британским офицером Х. Э. Грином.
В 1960-х годах Гэри Шульце, служивший в Корпусе мира Соединённых Штатов, оплатил создание статуи Баи Буре в натуральную величину. Она была установлена в Национальном музее Сьерра-Леоне.
Баи Буре изображён на лицевой стороне банкноты Сьерра-Леоне достоинством 1000 леоне выпуска 2010 года.